# Östlich Raron
Bezirk Östlich Raron är ett av de 14 distrikten i kantonen Valais i Schweiz. Distriktet ligger i den tyskspråkiga delen av kantonen.
Distriktet bildades 1987 genom en delning av distriktet Raron i Westlich Raron och Östlich Raron. Mellan de båda delarna ligger distriktet Brig. I statistiska sammanhang betraktas de båda distrikten fortfarande som ett distrikt.

## Indelning
Distriktet består av sex kommuner:
| Vapen       | Namn        | Invånare 2023-12-31 | Yta i km² |
| ----------- | ----------- | ------------------- | --------- |
| Bettmeralp  | Bettmeralp  | 474                 | 28,79     |
| Bister      | Bister      | 39                  | 5,81      |
| Bitsch      | Bitsch      | 1 116               | 5,79      |
| Grengiols   | Grengiols   | 424                 | 58,52     |
| Mörel-Filet | Mörel-Filet | 745                 | 8,55      |
| Riederalp   | Riederalp   | 437                 | 19,09     |